# 인천문학초등학교
인천문학초등학교는 대한민국 인천광역시 미추홀구 문학동에 있는 공립 초등학교이다.
학교 부지 내에 원래의 인천도호부청사 건물 2채가 있다.

## 연혁
- 1917년 9월 20일 설립인가
- 1918년 4월 29일 부천공립보통학교로 개교(부천군 청사)
- 1938년 4월 1일 인천문학공립심상소학교로 변경
- 1940년 4월 1일 인천원정공립심상소학교로 개칭
- 1941년 4월 1일 인천원정(모토마치,元町)공립국민학교로 변경
- 1946년 2월 6일 인천문학국민학교로 변경
- 1996년 3월 1일 인천문학초등학교로 변경
- 2016년 12월 8일 2016학년도 타임캡슐 봉인식
- 2017년 2월 10일 제95회 졸업식 (총 졸업생 : 18,545명)
- 2017년 3월 1일 제21대 김형우 교장 취임.*
- 2018년 4월 29일 개교100주년

## 문화재
인천도호부청사(仁川都護府廳舍)는 조선시대 지방 관청 건물이다. 인천문학초등학교 내부에 객사와 동헌 일부가 보존되어 있다. 1982년 3월 2일 인천광역시의 유형문화재 제1호로 지정되었다.

## 참고 자료
- 인천문학초등학교 - 한국교육학술정보원 학교알리미